# نوربلو
نوربلو، (بالإنجليزية: Norbello)‏، (سردينيا: Norghiddo) هي بلدية، في مقاطعة أوريستانو في إقليم سردينيا الإيطالي، وتقع على بعد حوالي 100 كيلومتر (62 ميل) إلى الشمال من كالياري، وحوالي 35 كم (22 ميل) شمال شرق أوريستانو. اعتبارا من 31 ديسمبر 2004، كان عدد سكانها 1208 وتبلغ مساحتها 26.1 كيلومتر مربع (10.1 ميل مربع).

## السكان
في سنة 1861 بلغ عدد السكان 879 نسمة، وتطور العدد ليصل في سنة 2011 لـ 1٬178 نسمة.
يظهر هذا المخطط البياني تطور النمو السكاني لـ نوربلو